# 和歌山信爱女子短期大学
和歌山信爱女子大学（日语：／ Wakayama Shin-ai Joshi Tanki Daigaku *），简称信爱（しんあいたんだい），是一所位于日本和歌山县和歌山市的私立大学。

## 概要

### 简介
- 学校最早可以追溯到1877年[1]。短期大学为于1951年开办[1]、由学校法人和歌山信爱女子短期大学经营、来源于法国幼年耶稣会[1]。

### 历史
- 1951年 和歌山女子短期大学成立并同时设置英文科成立[1]。
- 1953年 家政科成立、英文科停办[1]。
- 1955年 和歌山女子短期大学改校名为和歌山信爱女子短期大学[1]。
- 1956年 保育科成立[1]。
- 1969年 家政科分离为家政专攻和食物营养专攻[1]。
- 1990年 家政科改编为生活科学科、家政专攻改编为生活科学专攻[1]。
- 1994年 英语学科成立[1]。
- 1998年 英语学科改名为英语沟通学科[1]。
- 2001年 英语沟通学科招生最后。
- 2003年 英语沟通学科停办。

## 学校环境
- 校区：在和歌山县和歌山市

## 历任校长
- 小山一：现在短期大学校长[2]

## 组织

### 学科
- 保育学科
- 生活科学科
  - 生活科学专攻
  - 食物营养专攻

### 前学科
- 英语沟通学科[注 1]

### 专科
| - 没有 |

### 业余课程
| - 没有 |

### 附属机关
| - 图书馆 - 阅历设计中心 - 育儿服务研究中心 |